# Scoperta degli elementi chimici

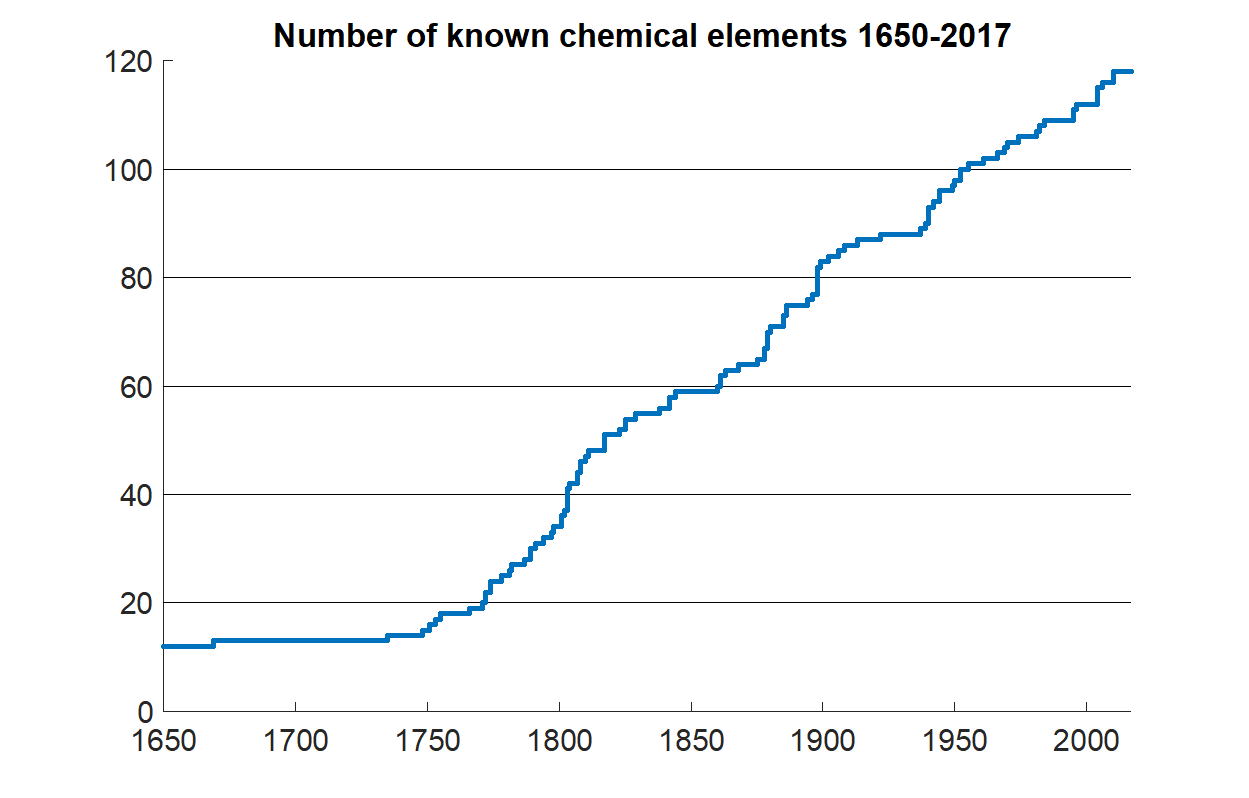
Grafico del numero di elementi chimici noti dal 1650 fino al presente

Viene qui presentata la scoperta degli elementi chimici in ordine cronologico. Vengono elencati seguendo generalmente l'ordine con cui sono stati per la prima volta isolati piuttosto che tener conto del riconoscimento nei composti.

## Elementi noti da tempo
| Carbonio | dall'antichità |
| Oro      | dall'antichità |
| Argento  | dall'antichità |
| Rame     | dall'antichità |
| Zolfo    | dall'antichità |
| Stagno   | dall'antichità |
| Piombo   | dall'antichità |
| Mercurio | dall'antichità |
| Ferro    | dall'antichità |

## Prime scoperte
| Arsenico  | 1250           | Alberto Magno                                    |
| Zinco     | 1526           | Paracelso                                        |
| Antimonio | 1540           | Vannoccio Biringuccio                            |
| Platino   | 1557           | Giulio Cesare Scaligero                          |
| Fosforo   | 1669           | Hennig Brand                                     |
| Cobalto   | 1737           | Georg Brandt                                     |
| Nichel    | 1751           | Alex Fredrik Cronstedt                           |
| Bismuto   | 1753           | Claude Geoffroy le Jeune, noto già dal XV secolo |
| Idrogeno  | 1766           | Henry Cavendish                                  |
| Azoto     | 1772           | Daniel Rutherford                                |
| Cloro     | 1774           | Carl Wilhelm Scheele                             |
| Manganese | 1774           | Johan Gottlieb Gahn                              |
| Ossigeno  | 1º agosto 1774 | Joseph Priestley                                 |
| Molibdeno | 1782           | Peter Jacob Hjelm e Carl Wilhelm Scheele         |
| Tellurio  | 1783           | Franz-Joseph Müller von Reichenstein             |
| Tungsteno | 1783           | Fausto Delhuyar e Juan José Delhuyar             |

Nel 1789 viene pubblicato il Traité élémentaire de chimie in cui Antoine Laurent Lavoisier riassume e razionalizza i risultati di vent'anni di ricerche. In quest'opera, che avrà notevoli ripercussioni su tutto lo sviluppo della chimica, tra le altre cose, viene proposta la prima definizione moderna di elemento chimico:

Nonostante lo stesso autore non fosse soddisfatto di questa definizione, ebbe il grande merito di concentrare ogni considerazione sull'evidenza sperimentale, sfrondando la disciplina di quei concetti di stampo metafisico che non erano ancora stati abbandonati del tutto.
Secondo questa definizione Lavoisier riconobbe 33 elementi, di cui solo alcuni si rivelarono poi tali. Di questi elementi in un certo senso si può ritenere Lavoisier il vero scopritore, tanto che ad alcuni di essi (ossigeno, azoto e idrogeno) fu lui a dare il nome.
| Uranio   | 1789 | Martin Heinrich Klaproth                           |
| Zirconio | 1789 | Martin Heinrich Klaproth                           |
| Titanio  | 1791 | William Gregor                                     |
| Ittrio   | 1794 | Johann Gadolin                                     |
| Berillio | 1797 | Louis Nicolas Vauquelin                            |
| Cromo    | 1798 | Louis Nicolas Vauquelin                            |
| Vanadio  | 1801 | Andrés Manuel del Río                              |
| Niobio   | 1801 | Charles Hatchett                                   |
| Tantalio | 1802 | Anders Ekeberg                                     |
| Palladio | 1803 | William Hyde Wollaston                             |
| Rodio    | 1803 | William Hyde Wollaston                             |
| Cerio    | 1803 | Wilhelm Hisinger, Jacob Berzelius, Martin Klaproth |
| Osmio    | 1804 | Smithson Tennant                                   |
| Iridio   | 1804 | Smithson Tennant                                   |

L'invenzione da parte di Alessandro Volta dell'omonima pila nel 1800, permette la nascita e lo sviluppo dell'elettrochimica. La nuova disciplina si rivelerà presto estremamente utile e in alcuni casi indispensabile per preparare elementi che già erano noti in composti ma non si era ancora riusciti a isolare. Sir Humphry Davy fu il protagonista di questi progressi riuscendo a sfruttare il fenomeno dell'elettrolisi per la preparazione di diversi metalli alcalini e alcalino terrosi.
| Potassio  | 1807 | Humphry Davy                                                  |
| Sodio     | 1807 | Humphry Davy                                                  |
| Bario     | 1808 | Humphry Davy                                                  |
| Stronzio  | 1808 | Humphry Davy                                                  |
| Calcio    | 1808 | Humphry Davy                                                  |
| Magnesio  | 1808 | Humphry Davy                                                  |
| Boro      | 1808 | Humphry Davy, Joseph-Louis Gay-Lussac e Louis Jacques Thénard |
| Iodio     | 1811 | Bernard Courtois                                              |
| Litio     | 1817 | Johan August Arfwedson                                        |
| Cadmio    | 1817 | Friedrich Stromeyer                                           |
| Selenio   | 1818 | Jöns Jacob Berzelius                                          |
| Silicio   | 1824 | Jöns Jacob Berzelius                                          |
| Alluminio | 1825 | Hans Christian Ørsted                                         |
| Bromo     | 1826 | Antoine Jérôme Balard                                         |
| Torio     | 1828 | Jöns Jacob Berzelius                                          |

Nella seconda metà del XIX secolo i chimici furono messi a dura prova da quegli elementi allora denominati terre rare e che ora chiamiamo lantanoidi. Si tratta di elementi dalle caratteristiche chimiche molto simili e quindi difficili da separare. Furono numerosi gli annunci di nuove scoperte che in seguito si rivelarono invece miscele di diversi elementi.
| Lantanio | 1839 | Carl Gustav Mosander |
| Terbio   | 1843 | Carl Gustav Mosander |
| Erbio    | 1843 | Carl Gustav Mosander |
| Rutenio  | 1844 | Karl Ernst Claus     |

Nel 1859 Robert Wilhelm Bunsen e Gustav Robert Kirchhoff misero a punto il primo spettroscopio. Questo nuovo strumento si rivelò subito estremamente utile nella ricerca e nel riconoscimento di nuovi elementi. Già l'anno seguente gli stessi Bunsen e Kirchhoff identificarono il cesio e il rubidio dalle linee di emissione dei loro spettri atomici. Entrambi gli elementi presero il nome dal colore delle linee, rispettivamente celesti e rosse. Il tallio e l'indio subirono la stessa sorte, riconosciuti grazie alle linee di emissione e battezzati con i colori (verde e indaco) delle loro linee.
Le tecniche spettroscopiche furono decisive per la scoperta anche del gallio, dei lantanoidi e dei gas nobili. Per esempio l'elio fu rilevato nella corona solare nel 1868 prima ancora che sulla Terra.
| Cesio   | 1860 | Robert Wilhelm Bunsen e Gustav Robert Kirchhoff |
| Rubidio | 1860 | Robert Wilhelm Bunsen e Gustav Robert Kirchhoff |
| Tallio  | 1861 | Sir William Crookes                             |
| Indio   | 1863 | Ferdinand Reich e Hieronymus Theodor Richter    |

## La tavola periodica e la predizione di nuovi elementi
Nel 1871, Dmitrij Ivanovič Mendeleev predisse, dalle lacune nella sua tavola periodica, l'esistenza di tre elementi non ancora scoperti, che nominò provvisoriamente eka-boro, eka-alluminio ed eka-silicio. Grazie anche al fatto che ne abbozzò le proprietà, nel giro di pochi anni furono scoperti e chiamati rispettivamente scandio, gallio e germanio.

| Gallio    | 1875 | Paul Émile Lecoq de Boisbaudran    |
| Itterbio  | 1878 | Jean Charles Galissard de Marignac |
| Olmio     | 1879 | Per Teodor Cleve                   |
| Tulio     | 1879 | Per Teodor Cleve                   |
| Scandio   | 1879 | Lars Fredrik Nilson                |
| Samario   | 1880 | Paul Émile Lecoq de Boisbaudran    |
| Gadolinio | 1880 | Jean Charles Galissard de Marignac |

Nel 1839 Mosander ritenne di aver scoperto un nuovo elemento che chiamò didimio. Si riconobbe poi che si trattava in realtà della miscela di due lantanoidi chiamati poi praseodimio e neodimio:

| Praseodimio | 1885 | Carl Auer von Welsbach |
| Neodimio    | 1885 | Carl Auer von Welsbach |
| Germanio    | 1886 | Clemens Winkler        |

Nonostante si sapesse da molto tempo dell'esistenza del fluoro, tutti i tentativi atti al suo isolamento fallirono, in alcuni casi in maniera tragica.
Il metodo con cui Henri Moissan riuscì finalmente a isolarlo è quello che, almeno nelle linee generali, ancora oggi viene impiegato per la sua produzione industriale.

| Fluoro    | 1886 | Henri Moissan                   |
| Disprosio | 1886 | Paul Émile Lecoq de Boisbaudran |

Nel 1892 il fisico Lord Rayleigh pubblicò un articolo su Nature in cui riportava i risultati di alcune sue misure sulle densità relative dei gas. In particolare sottolineava il fatto che l'azoto prodotto per decomposizione dell'ammoniaca si dimostrava meno denso di quello atmosferico. Per spiegare quest'anomalia propose diverse ipotesi tra le quali la presenza dell'allotropo N3 dell'azoto nell'aria. Ma non ritenne né questa né le altre giustificazioni fondate e così si rivolse a Ramsey. Tra i due nacque una fruttuosa collaborazione che portò alla scoperta di un intero gruppo della tavola periodica, i gas nobili.

| Argon   | 1894 | Lord Rayleigh e Sir William Ramsay          |
| Elio    | 1895 | Sir William Ramsay                          |
| Kripton | 1898 | Sir William Ramsay e Morris William Travers |
| Neon    | 1898 | Sir William Ramsay e Morris William Travers |
| Xeno    | 1898 | Sir William Ramsay e Morris William Travers |

Alla fine dell'Ottocento si verificarono numerose scoperte decisive per la comprensione della struttura della materia grazie allo studio dei raggi catodici: Wilhelm Conrad Röntgen scoprì i raggi X, Antoine Henri Becquerel la radioattività naturale dell'uranio, Joseph John Thomson infine svelò la natura corpuscolare dei raggi catodici e può essere considerato lo scopritore dell'elettrone.
Marie Curie, affascinata dalla scoperta di Becquerel, scelse come argomento per il suo dottorato di ricerca lo studio dei "raggi uranici". Insieme al marito, andò alla ricerca di altre sorgenti naturali e si imbatté nella scoperta di due nuovi elementi.

| Polonio | 1898 | Pierre Curie, Marie Curie e Gustave Bémont |
| Radio   | 1898 | Pierre Curie, Marie Curie e Gustave Bémont |
| Attinio | 1899 | André-Louis Debierne                       |

Una volta che il radio fu disponibile in quantità macroscopiche fu possibile il riconoscimento di un altro gas nobile che fino ad ora era sfuggito al riconoscimento per via della sua emivita brevissima.

| Radon        | 1900 | Fredrich Ernst Dorn, Ernest Rutherford e Robert Owens     |
| Europio      | 1901 | Eugène Demarçay                                           |
| Lutezio      | 1907 | Georges Urbain                                            |
| Protoattinio | 1917 | Lise Meitner e Otto Hahn; Frederick Soddy e John Cranston |
| Afnio        | 1923 | Dirk Coster e George Charles de Hevesy                    |
| Renio        | 1925 | Walter Noddack, Ida Noddack e Otto Berg                   |

A questo punto, tutti gli elementi con almeno un isotopo stabile esistenti sulla Terra sono stati scoperti. Per i rimanenti buchi nella tavola periodica sarà necessario ricorrere alla fisica nucleare.

## Gli elementi sintetici
I prossimi elementi sono tutti instabili e hanno un'emivita così breve paragonata all'età della Terra che gli atomi di questi elementi potrebbero esser stati presenti durante la formazione del pianeta, ma ormai sono completamente decaduti. Quindi ci sono noti solo grazie alla produzione nei reattori nucleari o negli acceleratori di particelle.
| Francio  | 1939 | Marguerite Catherine Perey                                                               |
| Tecnezio | 1939 | Carlo Perrier ed Emilio Gino Segrè                                                       |
| Nettunio | 1940 | Edwin Mattison McMillan e Philip Hauge Abelson                                           |
| Astato   | 1940 | Emilio Gino Segrè, Dale Raymond Corson e Kenneth Ross Mackenzie                          |
| Plutonio | 1940 | Glenn Theodore Seaborg, Edwin Mattison McMillan, Arthur Charles Wahl e Joseph W. Kennedy |
| Americio | 1944 | Albert Ghiorso, Glenn Theodore Seaborg, Ralph Arthur James e Leon Owen Morgan            |
| Curio    | 1944 | Albert Ghiorso, Glenn Theodore Seaborg, Ralph Arthur James                               |
| Promezio | 1945 | Jacob A. Marinsky, Lawrence Elgin Glendenin e Charles Coryell                            |

Con la preparazione sintetica del promezio si riempie l'ultimo buco della tavola periodica. I prossimi elementi sono tutti transuranici. I loro nomi sono stati attribuiti o in onore di uno scienziato o del luogo in cui è stato scoperto.
| Berkelio     | 1949 | Albert Ghiorso, Glenn Theodore Seaborg e Stanley Gerald Thompson                                                |
| Californio   | 1949 | Albert Ghiorso, Glenn Theodore Seaborg, Stanley Gerald Thompson e Kennerth Street Jr.                           |
| Einsteinio   | 1954 | Albert Ghiorso, Glenn Theodore Seaborg, Gregory Robert Choppin, Stanley Gerald Thompson e Bernard George Harvey |
| Fermio       | 1954 | Albert Ghiorso, Glenn Theodore Seaborg, Gregory Robert Choppin, Stanley Gerald Thompson e Bernard George Harvey |
| Mendelevio   | 1955 | Albert Ghiorso, Glenn Theodore Seaborg, Gregory Robert Choppin, Stanley Gerald Thompson e Bernard George Harvey |
| Nobelio      | 1958 | Albert Ghiorso, Glenn Theodore Seaborg, Torbjørn Sikkeland e John Richard Walton                                |
| Laurenzio    | 1961 | Albert Ghiorso, Torbjørn Sikkeland, Almon Larsh e Robert Latimer                                                |
| Rutherfordio | 1968 | Georgij Nikolaevič Flërov e altri del gruppo di Dubna                                                           |
| Dubnio       | 1970 | Georgij Nikolaevič Flërov e altri del gruppo di Dubna                                                           |
| Seaborgio    | 1974 | Albert Ghiorso e altri del gruppo dell'Università di Berkeley                                                   |
| Bohrio       | 1981 | Gottfried Münzenberg, Peter Armbruster e altri del gruppo della Gesellschaft für Schwerionenforschung           |
| Meitnerio    | 1982 | Gottfried Münzenberg, Peter Armbruster e altri del gruppo della Gesellschaft für Schwerionenforschung           |
| Hassio       | 1984 | Gottfried Münzenberg, Peter Armbruster e altri del gruppo della Gesellschaft für Schwerionenforschung           |
| Darmstadtio  | 1994 | Gottfried Münzenberg, Peter Armbruster e altri del gruppo della Gesellschaft für Schwerionenforschung           |
| Roentgenio   | 1994 | Gottfried Münzenberg, Peter Armbruster e altri del gruppo della Gesellschaft für Schwerionenforschung           |

Per gli elementi più recenti si mantengono i nomi provvisori fino a quando la IUPAC non certificherà in maniera definitiva la scoperta; a quel punto spetterà agli scopritori scegliere il nome. Prima dell’assegnazione di quello definitivo, viene composto un nome provvisorio, basato sul numero atomico, impiegando i termini latini per ogni cifra e aggiungendo la desinenza -io.
| Copernicio | 1996 | Gottfried Münzenberg, Peter Armbruster e altri del gruppo della Gesellschaft für Schwerionenforschung |
| Flerovio   | 1999 | Istituto unito per la ricerca nucleare di Dubna                                                       |
| Livermorio | 2000 | Istituto unito per la ricerca nucleare di Dubna e Lawrence Livermore National Laboratory              |
| Oganesson  | 2002 | Jurij Colakovič Oganesian e altri dell'Istituto unito per la ricerca nucleare di Dubna                |
| Moscovio   | 2003 | Istituto unito per la ricerca nucleare di Dubna e Lawrence Livermore National Laboratory              |
| Nihonio    | 2004 | Istituto RIKEN                                                                                        |
| Tennessio  | 2010 | Istituto unito per la ricerca nucleare di Dubna e Lawrence Livermore National Laboratory              |